# Comuna Nucșoara, Argeș
Nucșoara este o comună în județul Argeș, Muntenia, România, formată din satele Gruiu, Nucșoara (reședința), Sboghițești și Slatina.

## Așezare
Comuna se află la marginea nordică a județului, la limita cu județul Brașov, pe cursul superior al Râului Doamnei, în Munții Făgăraș, într-o depresiune subcarpatică numită Brădet-Nucșoara, în zona de contact a Munților Iezer cu Muscelele Argeșului.  În partea de nord-vest găsim culmea Măgura și Vârful Strungii, la vest coama dealului Gruiu, la est dealurile Neagului și poieni cu pășuni  
Este deservită de șoseaua județeană DJ731, care o leagă spre sud de Corbi, Domnești (unde se intersectează cu DN73C), Pietroșani, Coșești și Dărmănești (unde se termină în DN73) . La sfârșitul secolului al XIX-lea numai drumul până la Corbi de 8 km era modernizat, celelalte, care făceau legătura de la un sat la altul erau primitive. Cea mai apropiată gară era la Ciumești . Rețeaua feroviară lipsește în continuare. La nivelul anului 2021, Nucșoara dispune de o rețea de drumuri publice de aproximativ 106 km din care aproape jumătate sunt drumuri de pământ în care sunt incluse și drumurile forestiere . 
Distanța până la Pitești este de 70 km .
Este a doua comună ca întindere din țară, cu peste 45.000 de hectare, având 1.500 de locuitori în 2010.  Cea mai mare parte este reprezentată de suprafața agricolă: 31 ha de teren arabil, 9 199 ha pășune, 701 ha fânețe și 297 ha livezi. Mai există 99 ha de ape și bălți, 201 ha intravilan, 50 ha de drumuri și 1 016 ha neproductive.
Județul Argeș are  trei comune cu suprafețe care depășesc 200 km2:  Arefu, Nucșoara și Rucăr .

## Cadrul natural

### Resurse naturale
Nucșoara dispune  de un potențial natural deosebit, reprezentat atât prin așezare cât și prin resurse variate. Albiile Râului Doamnei sunt bogate în nisip și pietriș. În zonă se mai exploatează ghips, calcar și marne. Lemnul este caracteristic regiunii deluroase (fag, mesteacăn, cătină, arin) dar și zonei muntoase (molid, brad, pin).  

### Rezervații naturale
Rezervația Naturală Iezer aflată în masivul Iezer-Păpușa (format din șisturi cristaline ) se întinde pe 300 ha. Vârfuri muntoase reprezentative: Păpușa 2391 m, Bătrâna 2341 m. Din flora ocrotită a rezervației Iezer fac parte: argințica, bujorul de munte, cimbrișorul de munte, garofița alpină, piciorul cocoșului, zîmbrul. Rezervația include lacul glaciar Iezer, cu o suprafață de 0.60 ha și pădurea seculară de conifere Iedu-Cernat, rezervație forestieră 

### Hidrografia
Reprezentativ este Râul Doamnei care trece prin satele Slatina și Sboghițești. El izvorăște din partea sudică a  Masivului Făgăraș fiind alimentat din lacurile glaciare, are o întindere de la izvoare până în comună de aproape 40 de km, o lățime de 15-20 m și o adâncime de 0,5-1,5 m. Afluenții săi sunt: Valea Rea, Leaota, Brătila, Văsălatul, Cernatul. Apele acestuia din urmă au fost captate într-un baraj cu scopul deversării în lacul Vidraru. La fel s-a procedat și cu Râul Doamnei. În iulie 1966 a început străpungerea pe tronsonul Cernat-Vâlsan, în lungime de 5830 m, iar în octombrie același an, construcția captării Cernat și în noiembrie, străpungerea galeriei Bradu-Cernat. La 15 februarie 1965 a fost deviat Râul Doamnei operațiune necesară în vederea betonării barajului cu același nume. Acțiunea s-a încheiat la 10 iunie 1966. Galeria secundară Râul Doamnei-Valea cu Pești, în lungime de 19,2 km, care colectează pentru lacul Vidraru afluenții Argeșului a fost construită între martie 1962 și februarie 1967. Ea asigură aproximativ 48% din debitul mediu anual folosit în centrala Vidraru. 
Rețeaua hidrografică a comunei mai cuprinde lacuri de munte și de deal. Din prima categorie fac parte cele glaciare care au o vechime considerabilă de exemplu Lacul Roșu, care își revendică numele de la culoarea dată de minereul de fier, lacul Galbena din munții Galbena, Lacul Urlea, la o înălțime de 2475 m, pe versantul nordic al munților Făgăraș sau Lacul Iezerul Triunghiular, sub vârful Moldoveanu și lacurile artificiale printre care cele care au apărut în urma creării celor 2 baraje amintite anterior. Dintre lacurile de deal amintim: Vulpoaia în satul Sboghițești și lacul  La fermă. Ele sunt populate cu pește: caras, caracudă, crap. 
Deși este puțin promovată, Cascada Văii Rele de la Slatina este o dovadă a măreției naturii. Pe traseul care duce la ea, Curmătura Maliței-Valea Rea se găsesc și alte cascade de mărimi diferite.
Apărut la sfârșitul secolului al XIX-lea, Lacul Învârtita sau Lacul Nucșoara este singurul format pe gips în România. Se întinde pe o suprafață de 2,2 ha și este monument natural. Are potențial balnear prin izvoarele minerale sulfatate, calcice, sodice sau sulfuroase, putând fi utilizate în sechele după reumatism și afecțiuni dermatologice, chiar și pentru copii.

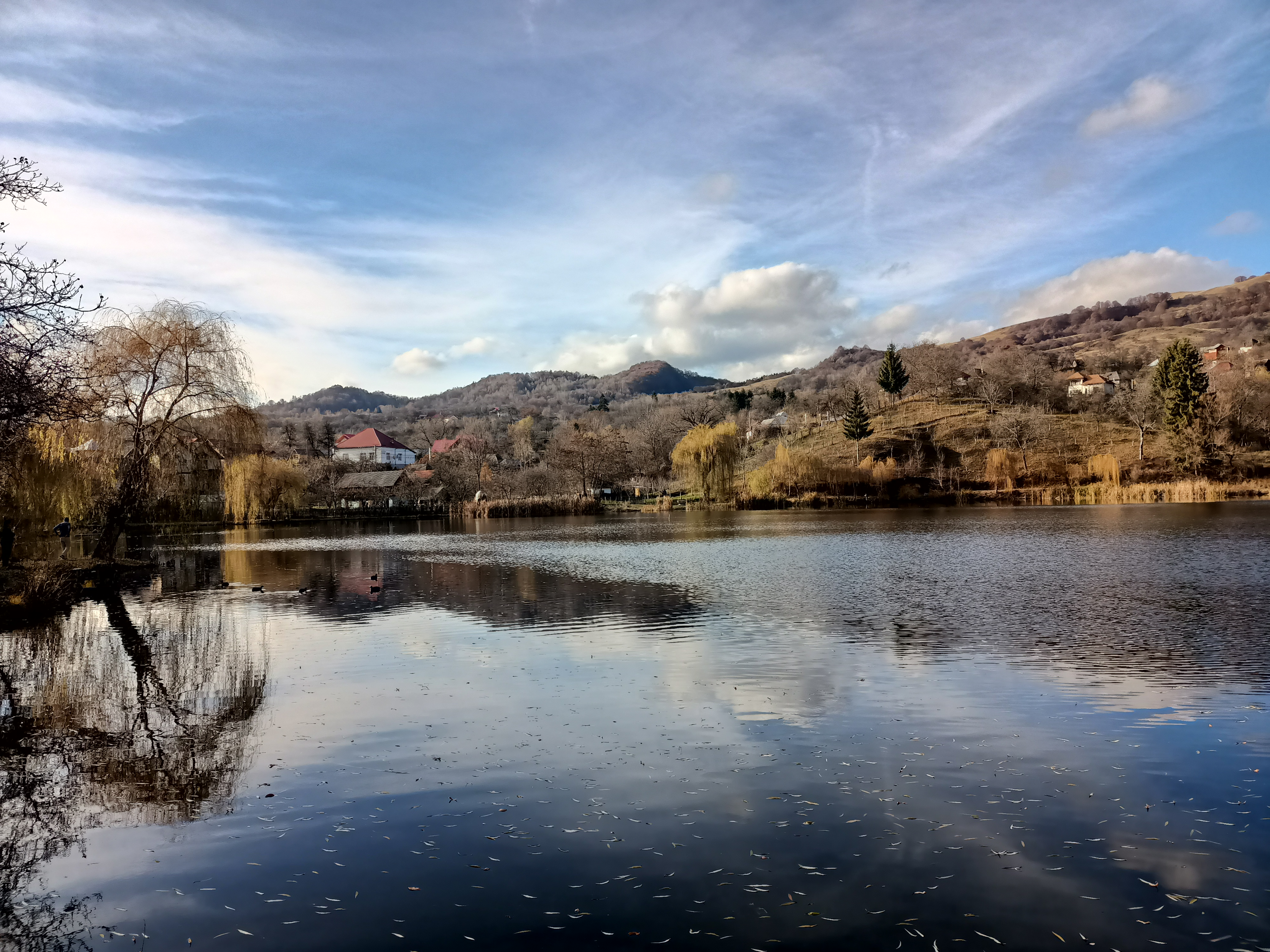
Lacul Învârtita

Vechi de 140 de ani, în apa sa se găsesc roci de sulf. Iarna, lacul este înghețat tun odinioară trecând pe aici săniile încărcate cu fân.
Nucșoara mai dispune și de o altă sursă de apă sulfuroasă, Izvorul lui Solomon, pe care locuitorii l-au folosit de-a lungul timpului în scop curativ .
În nord-vestul satului Nucșoara se găsește un izvor cu calități interesante, numit Tănărog. Apa acestuia nu îngheață, indiferent cât de scăzută este temperatura din timpul iernii.

### Vegetația
Vegetația este și ea caracteristică atât zonei de deal cât și celei de munte. La deal găsim păduri de mesteacăn, plop, arțar, paltin, fag și fânețe naturale. Aici clima este propice apariției florilor spontane: ghiocei, brebenei, toporași, viorele, cocărăi ș.a. Când urcăm la etajul de munte, întâlnim conifere: molidul, bradul, pinul, jnepeni, ienuperi dar și pășuni alpine. Plantele medicinale sunt nelipsite. 

### Fauna
Marea suprafață a comunei Nucșoara favorizează existența unui număr însemnat de viețuitoare. La deal trăiesc: iepurele, vulpea, viezurele, lupul, ursul, dihorul, nevăstuica, ariciul, veverița, iar dintre păsări: vrabia, cioara, mierla, coțofana, ciocănitoarea, pițigoiul, scatiul, graurul,  codobatura, rândunica, pupăza, cucul; dintre  reptile: șerpi, gușteri, salamandre; aspretele, considerat unicat, se află în apele râului Vâlsan. La munte râsul, jderul, porcul mistreț, capra neagră, cocoșul și găina de munte,  păstrăvul.
Comuna Nucșoara face parte alături de comunele Brăduleț, Corbeni, Corbi, Domnești, Mușătești și Pietroșani din situl de importanță  comunitară Valea Vâlsanului, având codul național ROSCI0268. Acest gen de arii naționale protejate se mai numesc situri Natura 2000 , scopul desemnării lor fiind protejarea biodiversității, conservarea florei și faunei precum și a habitatelor naturale existente în zonă.

### Clima
Datorită situării în zona montană, comuna Nucșoara este acoperită cu strat de zăpadă între 70 și 90 de zile pe an. Înghețul este prezent din a doua jumătate a lunii octombrie până spre 21 aprilie-1 mai.
Caracteristic atât vara cât și iarna este vântul local  Briza de munte. 

## Demografie
Componența etnică a comunei Nucșoara
     Români (93,54%)
     Alte etnii (0%)
     Necunoscută (6,46%)
Componența confesională a comunei Nucșoara
     Ortodocși (92,55%)
     Alte religii (0,9%)
     Necunoscută (6,55%)
Conform recensământului efectuat în 2021, populația comunei Nucșoara se ridică la 1.222 de locuitori, în scădere față de recensământul anterior din 2011, când fuseseră înregistrați 1.442 de locuitori. Majoritatea locuitorilor sunt români (93,54%), iar pentru 6,46% nu se cunoaște apartenența etnică. Din punct de vedere confesional, majoritatea locuitorilor sunt ortodocși (92,55%), iar pentru 6,55% nu se cunoaște apartenența confesională. Așezarea în zona montană a comunei contribuie la nivelul de  cea mai mică densitate din județ, 3,2 loc/km2 .

## Politică și administrație
Comuna Nucșoara este administrată de un primar și un consiliu local compus din 9 consilieri. Primarul, Ion Cojocaru[*], de la Partidul Social Democrat, este în funcție din 2012. Începând cu alegerile locale din 2024, consiliul local are următoarea componență pe partide politice:
|  | Partid                    | Consilieri | Componența Consiliului | Componența Consiliului | Componența Consiliului | Componența Consiliului | Componența Consiliului | Componența Consiliului | Componența Consiliului |
|  | ------------------------- | ---------- | ---------------------- | ---------------------- | ---------------------- | ---------------------- | ---------------------- | ---------------------- | ---------------------- |
|  | Partidul Social Democrat  | 7          |                        |                        |                        |                        |                        |                        |                        |
|  | Partidul Național Liberal | 2          |                        |                        |                        |                        |                        |                        |                        |

## Istorie
Conform Catagrafiei obștești din 1831, Muscelul era împărțit în șase plase și două plaiuri (subdiviziune a județului, condusă de un vătaf), Nucșoara și Dâmbovița. În 1864 Cuza-Vodă dă o lege a comunelor urbane și rurale, urmare a acestui act, județul având două plase și un plai, Nucșoara-Dâmbovița.
La sfârșitul secolului al XIX-lea, comuna făcea parte din plaiul Nucșoara al județului Muscel și era formată din satele Nucșoara, Slatina și Secăturile, având în total 777 de locuitori. Suprafața lor era de 4km2 pentru Nucșoara și Secăturile și 3km2 pentru Slatina.
În comună funcționau o biserică ridicată în 1881 și o școală cu 31 de elevi. Anuarul Socec din 1925 o consemnează în plasa Râul Doamnei a aceluiași județ, având 1346 de locuitori în satele Nucșoara, Secături, Slatina și Sboghițești (ultimul preluat de la comuna Corbi.
În 1950, comuna a fost transferată raionului Muscel din regiunea Argeș. În primii ani ai regimului comunist, în zona montană au activat partizani anticomuniști, localnicele Elisabeta Rizea și Marina Chirca remarcându-se ca susținătoare a lor. Satul Secături a primit în 1964 denumirea de Gruiu. În 1968, comuna a trecut la județul Argeș.
Nucșoara a devenit comună de sine stătătoare după 1918. În 1988 a trecut de comuna Corbi, sub denumirea Corbi-Nucșoara pentru puțin timp, întrucât  după 1990 locuitorii au cerut revenirea la situația anterioară.

### Satele Nucșoarei de-a lungul timpului

#### Nucșoara
Atestarea documentară datează de la 25 iunie 1547, când domnul Țării Românești întărește dreptul de proprietate Mănăstirii de la Argeș asupra satului: Din mila lui Dumnezeu, io Mircea voevod și domn a toată Ungro-Vlahiei, fiu al marelui și bunului Radu Voevod. Da domnia mea această poruncă a domniei mele sfintei mănăstiri numită Argeș, ca să-i fie ocină în Nucșoara care se numește de la vadul Bujoarei până la râu și până în văile lui Mănăilă.
În ceea ce privește etimologia, numele este un diminutiv, provenit de la substantivul nucă. Ni s-au păstrat două mărturii: una datorată legendelor transmise oral potrivit cărora bărbatul care a înființat satul s-ar fi așezat într-un  loc numit Sub nuci, iar cea de-a doua provenită de la  Paul de Alep (cleric sirian ce a vizitat țările române în secolul XVII)  și care spunea descriind mănăstirea Brădet: Lângă ea se află un sat numit Nucșoara, adică satul nucilor, aici fiind mulți nuci Acest sat este în vârful unui munte, și prin urmare domină cea mai mare parte din câmpia Țării Românești .

#### Slatina
În iulie 1526 domnul Țării Românești, Radu de la Afumați semnează  un act în care apare denumirea veche a satului, Slatuni:...Dă domnia mea această poruncă a domniei mele sfintei mănăstiri de la Corbii de Piatră....ca să-i fie ...până la bradul din Slatuni....ocină.
Satul își datorează numele influenței slave, unde slatină se referă la existența sării în zona respectivă. Din vechime s-a păstrat și informația că din Slatina s-a extras aur. Ioan  Slavici ne-a lăsat următoarele cuvinte despre acest lucru: Pe Râul Doamnei, în sfârșit, e mai spre șes satul Domnești, iar în fund Slatina, unde pe acele timpuri se spăla aur din nisipul adus de râu din munți.... .
Calitățile naturale ale zonei l-au determinat pe regele Ferdinand să construiască aici un castel din lemn de plop pentru regina Maria. Acesta a fost distrus în anii 50 de securiștii trimiși să-i prindă pe partizani .

#### Gruiu
Numit câteva sute de ani Secături, acest sat își poartă numele actual începând cu 1965 de la dealul pe care este așezat. Este o localitate atestată documentar la câțiva zeci de ani după Nucșoara, și anume la  16 iunie 1595.  

#### Sboghițești
Este satul care a aparținut o perioadă comunei alăturate, Corbi. S-a transmis din generație în generație că Zbughici, venit din Transilvania a fost printre primii locuitori.  Specific acestor locuri este existența Podului  lui Ștefan, peste Râul Doamnei, care își trage numele de la  Olivotto Ștefan, șeful meșterilor italieni aduși de regele Ferdinand pentru realizarea acestui obiectiv . 

### Particularități istorice zonale: Rezistența anticomunistă
Familiile Rizea Gheorghe și Iancu Arnăuțoiu din Nucșoara au pus la dispoziția grupului locuințele proprii în primăvara anului 1949 pentru depunerea jurământului care s-a făcut pe cruce și pistol. Fiecare din cei 16 membrii ai grupului a primit un grad și un nume conspirativ. S-au dat funcții și șeful a devenit Arnăuțoiu sub numele conspirativ Mereanu. Tot atunci, grupul însuși a primit un nume, “ Haiducii Muscelului ”.
După instaurarea forțată a conducerii comuniste, în toți munții României au activat grupuri de rezistență armată sau chiar luptători răzleți, fără a avea o conducere centrală, ceea ce i-a făcut mai eficienți pe o perioadă lungă de timp. În zona actualului județ Argeș au activat trei dintre grupările de partizani: gruparea Apostol de pe Valea Topologului, anihilată în 1949; gruparea Șerban-Voican în zona Godeni-Capu Piscului, distrusă în 1958; gruparea Haiducii Muscelului (Arsenescu-Arnăuțoiu) pe valea Râului Doamnei, cea mai longevivă din toată țara. Pentru dizolvarea acesteia a avut loc prima tentativă serioasă de atac în 18-19 iunie 1949, moment în care conducătorii decid separarea în două grupuri: Arnăuțoiu și. Arsenescu. Gruparea Arnăuțoiu a acționat în continuare pe Valea Vâlsanului găsind loc de refugiu în munții Nisipi, Căpățâna, Marna, Vârful Turnului, Alunu și chiar în apropierea Nucșoarei în satele Poienărei, Corbșori și Stănești crezând că Securitatea nu va căuta așa aproape. Intrau în legătură cu oamenii din zonă fiind deghizați. Unul dintre localnicii contactați a fost Grigore Poinăreanu care a devenit informator.  În ziua fatidică de  20 mai 1958 cu toate că grupul luase hotărârea de a fugi  din țară, frații  Toma și Iancu Arnăuțoiu au fost capturați în casa lui Poinăreanu, ulterior condamnați la moarte și la confiscarea averii.  Drăgoi Ion, fost preot în Nucșoara,  preotul Andreescu Nicolae,  preotul  Constantinescu Ion, învățătorul Moldoveanu Alexandru și Jubleanu Titu au primit aceeași sentință. Maria  Jubleanu a murit cu arma în mână. 100 de persoane au primit sentințe grele de închisoare în temnițele comuniste. Elisabeta Rizea care a asigurat legătura între grup și familiile rămase acasă, le procura alimente și arme, a fost torturată, i s-a confiscat averea și a fost condamnată la 25 de ani închisoare. Soțul ei, Gheorghe  Rizea a primit 15 ani închisoare și confiscarea totală a averii. 
Arsenescu a preferat să rămână singur în munte până în 1960, când trupele de securitate au reușit prinderea sa. El a fost judecat și executat în același an .

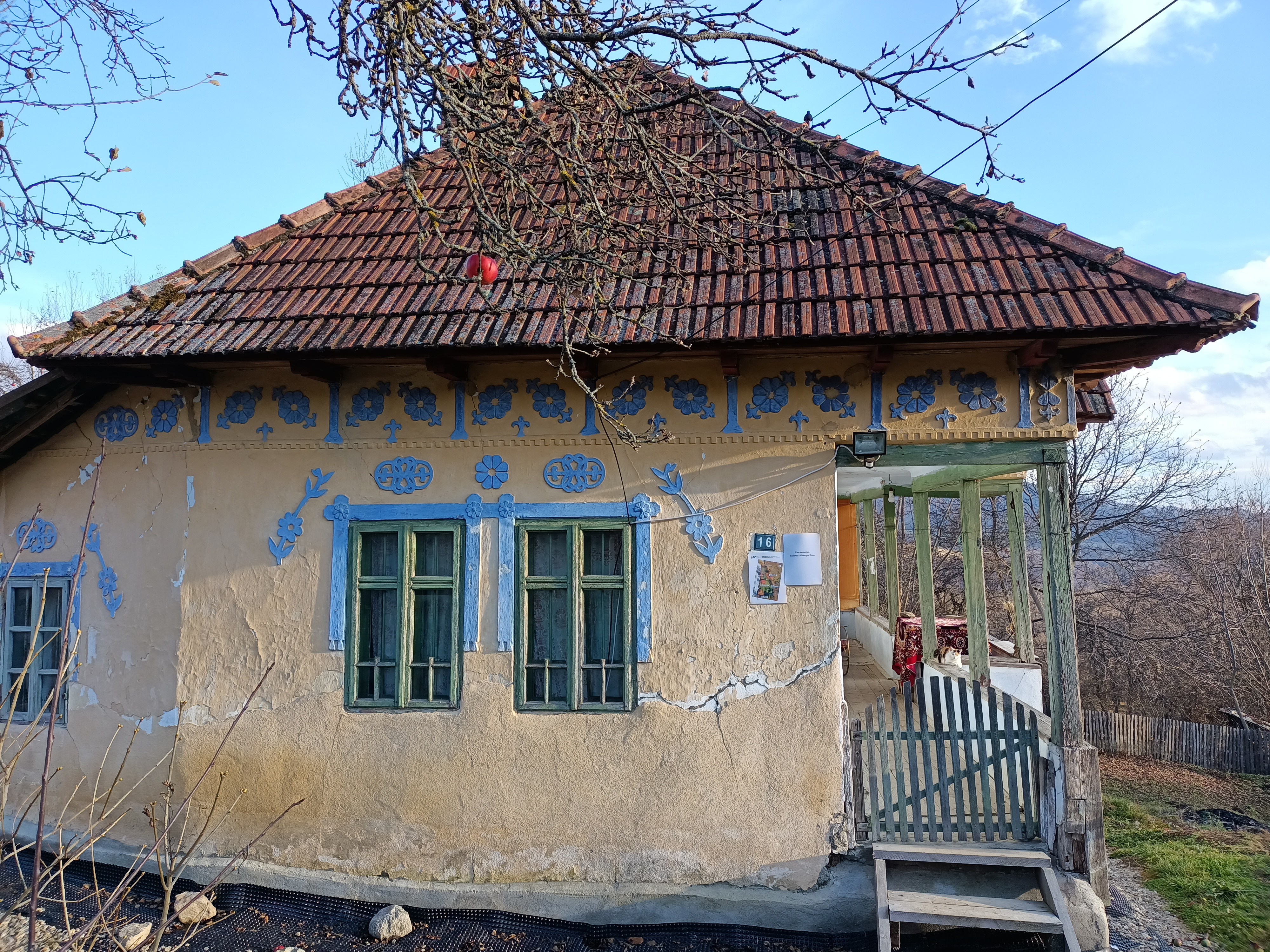
Casa memorială Elisabeta Rizea

## Situația socio-economică

### Agricultura
Locuitorii s-au adaptat la condițiile de mediu și au făcut din creșterea animalelor ramura principală în agricultură, mai ales după ce exploatarea forestieră și-a redus  intensitatea. Pe lângă animalele pe care le găsim în toate celelalte zone rurale ale țării, păsări, porcine, caprine și cabaline, aici a fost propice înmulțirea ovinelor și bovinelor.
După cum aflăm de la notarul pe care îl avea comuna la sfârșitul secolului XIX, nucșorenii aveau atunci 90 ha teren arabil, cultivat cu porumb, fasole și cânepă, singurele care se puteau acomoda la terenul accidentat, de munte. Perii, merii, prunii și nucii erau pomii roditori preferați, dintre aceștia, prunii pentru țuică ocupând 28 ha. În schimb, legumele se aduceau în mare parte din alte zone ale  țării, ca și cerealele. Locuitorii vindeau la Pitești lemnărie având nevoie de 4 zile dus-întors. Făceau de asemenea comerț cu lână, brânză de burduf, cașcaval, fructe, târgurile din Pitești și Curtea-de- Argeș fiind preferate. 
Același notar a transmis mai departe numele localnicului care a pus la îndemâna sătenilor gratuit, material săditor, după ce a adus primii altoi în comună: Trăgaistă.
După instaurarea comunismului, Nucșoara a făcut parte  din cele 26 de comune rămase necolectivizate în Argeș, județ unde confiscarea proprietăților agricole private de către  stat s-a realizat în proporție de 80 la sută față de 96 la nivelul României .

### Turismul
Comuna Nucșoara este situată într-o zonă propice turismului. Iubitorii de munte au posibilitatea de a escalada vârful Moldoveanu (2544 m), cel mai înalt din țară, aflat în apropierea comunei. Lacurile, flora și fauna (v. Cadrul natural) sunt posibilități de a admira zona comunei în orice anotimp.
La potențialul turistic mai putem adăuga  Tabăra școlară Nucșoara. Inițial, aici a fost o colonie de cabane muncitorești, necesare personalului care a captat printr-o aducțiune apele Râului Doamnei și Cernat în vederea construirii hidrocentralei de la Vidraru (v. Hidrografia).  Ministerul Învățământului, care a devenit ulterior posesorul  cabanelor le-a transformat în  tabără școlară pentru elevi și studenți din țară și din străinătate.
Deoarece de-a lungul timpului în comună au fost crescute ovine și bovine, sătenii au dezvoltat rețete recunoscute astăzi pentru calitățile lor organoleptice. Iată câteva exemple:
pentru 1 kg de  caș de Nucșoara sunt necesari 6-7 l de lapte de vacă. După obținere, cașul se pune la saramură. Acest produs se poate afuma, după ce s-a scurs bine, și s-a uscat. La  aproximativ 1 zi,  îngălbenit, rezultă cașul afumat. Lichidul rezultat după coagulare, prin separarea din lapte la prepararea specialităților, (zerul), pus la foc potrivit și amestecat înainte de a da în clocot cu zer acru sau oțet, duce la obținerea urdei.
Poate cele mai cunoscute preparate din zonă sunt brânza în burduf (care se folosește și la prepararea bulzului, adică o sferă de mămăligă în care se așează brânza respectivă și urdă de oaie, care apoi se  pune  pe jar) și brânza în coajă de brad numită și brânză la coșuleț.
Formația Nucșoara a Salvamont creată la 1 ianuarie 1997 acționează din vârful Moldoveanu până în muchia care coboară din Curmătura Brătila-Oticu-vârful Păpău,  în satul Slatina. Membrii sunt absolvenți ai  școlilor naționale Salvamont care se perfecționează continuu și au la activ multe acțiuni de  salvare.  Formația are în vedere dezvoltarea turistică a zonei, motiv pentru care au înființat Asociația Salvamont Nucșoara. Ei recomandă următoarele trasee montane posibil de realizat  într-o singură zi:
       1) Nucșoara-stâna lui Burnei pe Valea Rea-vârful Viștea Mare-vârful Moldoveanu.
       2)  Stâna lui Burnei-vârfurile Găleșescu Mare, Găleșescu Mic, aproape de vârful Iezer.
       3)  Râul Cernat - vârful Furfuiesc - vârful Scărișoara Mică-vârful Scărișoara Mare. Se vede întreg masivul Făgăraș și se ajunge în vârful Moldoveanu.
       4) Barajul Vâlsan-Jepii de Sus-vârful Piatra Tăiată-vârful Picuiata-vârful Moldoveanu.
       5) Cursul râului Vâlsan-izvoarele Vâlsanului-vârful Moldoveanu.  
       6) Barajul Baciu-cantonul Zârna-izvorul Zârnulița-Hârtoapele Leaotei-lacuri alpine-vârful Dara.         
7) Barajul Baciu-Vârful Roșu-stâna din Groapele.
       8) Bahna Rusului-Râușor-culmea Șețu-vârful Păpău.
       9) Cantonul Zârna-stâna Brătila-curmătura Brătiei-curmătura Zârnei .
Primul camping de lux din țară (sub formă de glamping) s-a  deschis în comuna Nucșoara (2016).
Casa memorială Elisabeta și Gheorghe Rizea este un obiectiv turistic datorat colaborării celor doi cu  grupul Haiducii Muscelului (v. Particularități istorice zonale: Rezistența anticomunistă).
Pe frontispiciul clopotniței bisericii din Nucșoara o placă comemorativă ne amintește despre acele vremuri apăsătoare: Veșnică recunoștință eroilor Rezistenței anticomuniste din organizația Haiducii Muscelului 27 iulie 1997. 
Frumusețea locurilor i-a atras și pe cineaști, regizorul Dinu Cocea realizând la Nucșoara episodul 2 din seria Haiducii, film în care au participat, ca figuranți, mulți nucșoreni.

### Învățământul
Școala din satul Nucșoara a fost construită în 1838  . În anul 1843 profesorul Ion Brezoianu raporta  că această  școală avea trei camere. La sfârșitul secolului XIX aici puteau învăța 120 de elevi, dar școala trebuia înlocuită pentru că nu mai corespundea fizic. La ridicarea noului local a contribuit întreaga comunitate. Terenul a fost donat de Administrația Casei Eforiei Civile din București iar sătenii au mai adăugat 5 ha pe care le-au cumpărat de la stat, în rate. Cel mai mare proprietar din zonă, Iorgulescu, a donat piatra de var și lemnele necesare la arsul varului la care s-au adăugat 35 m3 de cherestea necesară construcției.
Școala din Slatina a fost mărită cu un al doilea corp de clădire pentru clasele V-VIII  în timpul lucrărilor necesare aducțiunii Râului Doamnei pentru barajul de la Vidraru.
Școala Sboghițești a funcționat într-o clădire construită în anul 1908, tot terenul școlii având  2,5 ha. Următoarele clădiri au fost inaugurate în 1935 cu 2 săli de clasă și o cancelarie, respectiv în 1980, aceasta fiind, evident, cea mai mare.
Și satul Gruiu a avut o școală primară. Aceasta  a fost desființată în 1966 datorită numărului mic de elevi care au fost redistribuiți  școlilor din Nucșoara și Brădet.

### Biserica
Cel mai vechi așezământ ecleziastic cunoscut în comună a avut hramul Toți Sfinții și a fost construit din lemn de către logofătul Ghiță în anul 1809, în satul Nucșoara. Când a fost demolat, în anul 1890, s-a recuperat doar catapeteasma semnată Belizarie Paraschivescu pentru următoarea biserică, ridicată de obștea satului sub supravegherea preotului Petre Arnăuțoiu. Ea există și astăzi și are hramul Intrarea în Biserică a Maicii Domnului. Un alt pictor argeșean, Emil Ivănescu a semnat pictura în 1970. În ciuda intervențiilor din anii 1913, 1950 și 1967, în anul 2001, biserica a necesitat îmbunătățiri. De acest aspect s-a ocupat preotul Ion Oprescu. Următoarele cărți ritualice întregesc valoarea lăcașului de cult, monument istoric și de artă: Octoih [ 1742], Molitvelnic [1811], 12 Mineie [1852], Evanghelie [1865] și icoane pictate pe lemn sec XIX.  
Dorința enoriașilor din Slatina și Sboghițești de a avea biserici în satele lor s-a materializat în anul 1994 când, în zilele de 26 și 27 octombrie  s-a făcut sfințirea lăcașelor de cult ridicate în special prin contribuția lor și cu efortul preotului Ion Oprescu. Pictura a fost realizată tot de un pictor argeșean, Ilie Căpușe.

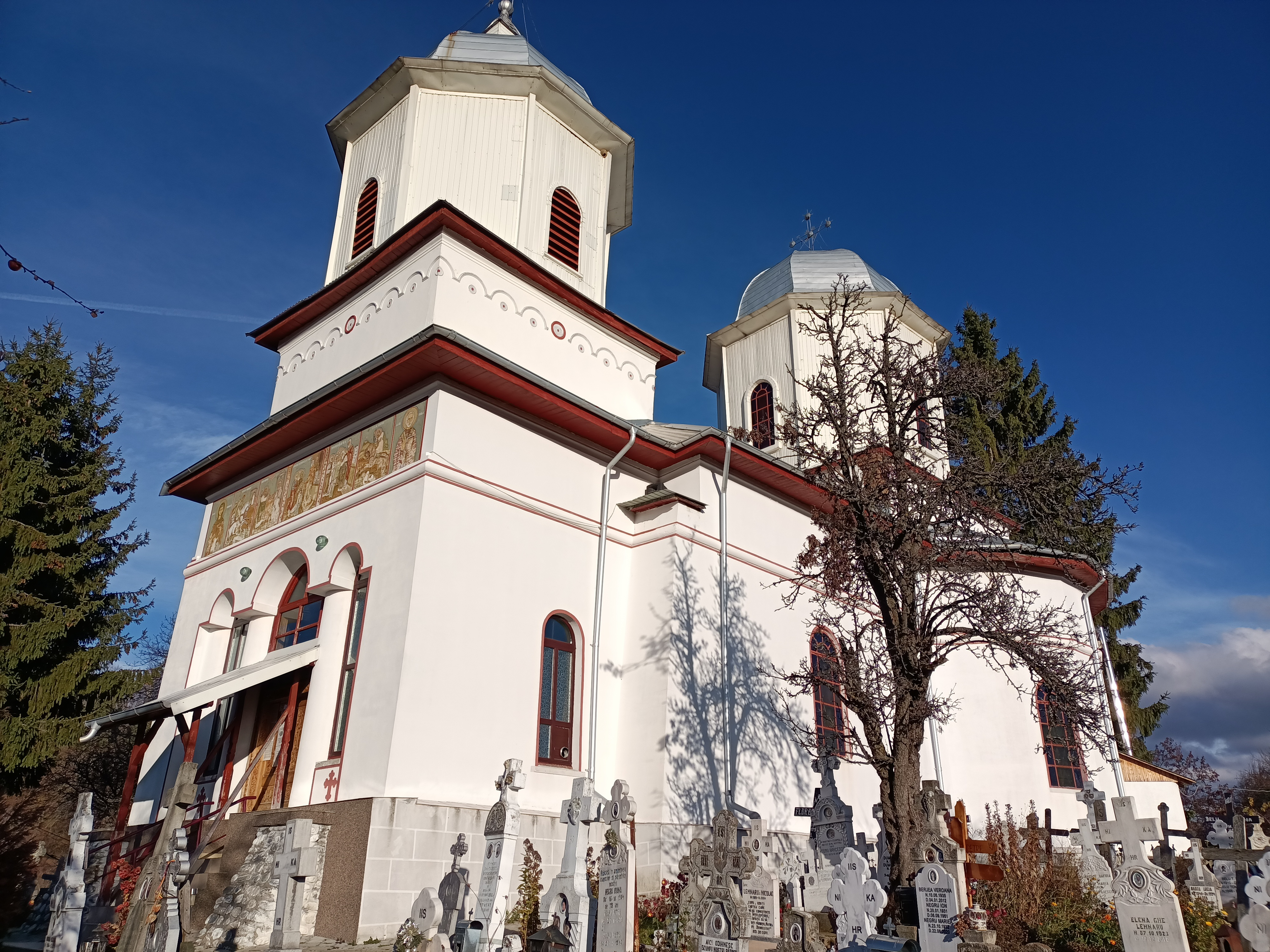
Biserica Nucșoara

### Cultura
După 1950 a existat o efervescență în zona culturală prin construirea câte unui cămin cultural în fiecare sat al comunei unde activau formații de dans, brigăzi artistice, formații de teatru, grupuri vocale.  După 1990  activitatea culturală s-a mai diminuat.
Nucșoara are o bibliotecă publică, înființată în 1958 cu peste 8000 de volume, fond enciclopedic.
Sub coordonarea meșterului popular Ion Rodoș, ediția din anul 2011 a Taberei de meșteșuguri Tradiții argeșene a avut loc la Nucșoara. Această tabără urmărea o mai mare vizibilitate a rezultatelor obținute de secțiile externe de meșteșuguri din cadrul Școlii Populare de Arte și Meserii Pitești care avea în 2012, 18 secții de specialitate. Printre ele și pe cea de la Nucșoara, sculptură în lemn și țesut-cusut .
Comuna este înfrățită cu  localitatea Diamante din Italia. 

### Cultura tradițională
În satul Slatina, la 14 septembrie 1879 s-a născut Maria Cârstoiu, rămasă în memoria cunoscuților ca Pițuleasa, supranume datorat îndeletnicirii soțului său de crescător de capre (capră, căpriță, piță, pițu). Ea a devenit un valoros rapsod popular, având ca  prim îndrumător  pe mama sa, Ioana lui Bucur Ațosu. În prima tinerețe Maria Cârstoiu se acompania cu un cimpoier, consătean de-al ei, Ion Luțoi, cei doi fiind invitați la diverse evenimente din viața satului și din comunele alăturate.
Maria Cârstoiu a rămas văduvă în anul 1918, mamă a opt copii. Până la data de 17 noiembrie 1970 când a decedat, a  avut 39 de nepoți, 59 de strănepoți și 2 stră-strănepoți, mulți dintre urmașii săi moștenind talent muzical.
Ca urmare a inițiativei lui Dimitrie Gusti privind necesitatea studierii zonelor rurale în totalitatea
domeniilor vieții,  folcloristul Constantin Brăiloiu i-a cerut colegului Harry Brauner în 1934 să meargă și s-o înregistreze. O altă înregistrare s-a făcut  la București în 1936 de către etnomuzicologul Tiberiu Alexandru. Din bogatul său repertoriu se  află astăzi doar  27 de cântece imprimate. Maria Cârstoiu, o țărancă de origine modestă a avut marea satisfacție de a cânta în fața  regilor Ferdinand, Carol al-II-lea și Mihai I .  
Meșterul popular, Ion Rodoș, sculptor care realizează  în lemn diverse obiecte de mobilier, elemente de ancadrament, icoane, furci de tors, linguri și altele, folosind decoruri filigranate, trăiește în satul Sboghițești. El a reprezentat România la expoziții din Austria, Belgia, Marea Britanie, Olanda, Republica Moldova. Realizări speciale: scene din războaiele daco-romane pe șapte linguri de lemn de mari dimensiuni, timp necesar, un an și jumătate; cea mai mare lingură din lume, cu lungimea de 17,79 m și 1,5 m în cel mai lat punct al ei, ornată cu motive populare tradiționale și cu sigla orașului Mioveni, lucrare intrată în Cartea Recordurilor.
Formează tinere talente la Școala de Arte și Meserii din Pitești pentru secțiile externe Nucșoara și Domnești. Este membru al Academiei Artelor Tradiționale din România și al Clubului Iubitorilor de Cultură .
Nucșorenii au practicat dansuri tradiționale, acompaniați de lăutari, duminicile precum și la alte sărbători: Hora, Sârba, Brîul, Ungurica, Alunelul, Brâul de la Nucșoara, Brâul de la Sboghițești, Cățeaua, Ciobănașul, Marițica, Vulpea.
Comuna Nucșoara s-a remarcat în  crearea și confecționarea mobilierului țărănesc a costumelor populare, ca și în încondeierea ouălor.
Anual, în poiana Sânt Ilie, locuitorii aveau posibilitatea de a schimba mărfuri cu  românii din Transilvania.
În perioada actuală, în ziua de Izvorul Tămăduirii (prima vineri după Sfintele Paști) are loc un târg tradițional în satul Sboghițești .

### Etnografie și folclor

#### Locuința
Construcția locuințelor a evoluat de-a lungul timpului în funcție de materialele existente și de puterea economică a locuitorilor. Lemnul care era rezerva naturală cea mai bogată se folosea atât la  temelia din stejar,  cât și la pereții caselor care se făceau din bârne și la acoperișul din șiță de brad. Interiorul era alcătuit dintr-un coridor mic numit tindă și o cameră pentru locuit. Alte caracteristici: ferestrele mici, pardoseala lipsea, sătenii având pe jos pământ bătut și lustruit cu humă.
Către sfârșitul secolului XIX  fundația se executa din bolovani, locuitorii construiau pivnița la suprafață și  două camere cu un spațiu mic între ele, tinda. O sală, aflată în fața casei,  pe două din laturile ei întregea construcția. De la notarul comunei aflăm că  locuințele se văruiau în alb și erau îngrădite. La interior,  mobilierul era alcătuit din unul sau două paturi și două-trei scăunele mici de brad. Paturile se acopereau cu pături și perne țărănești umplute cu lână. 

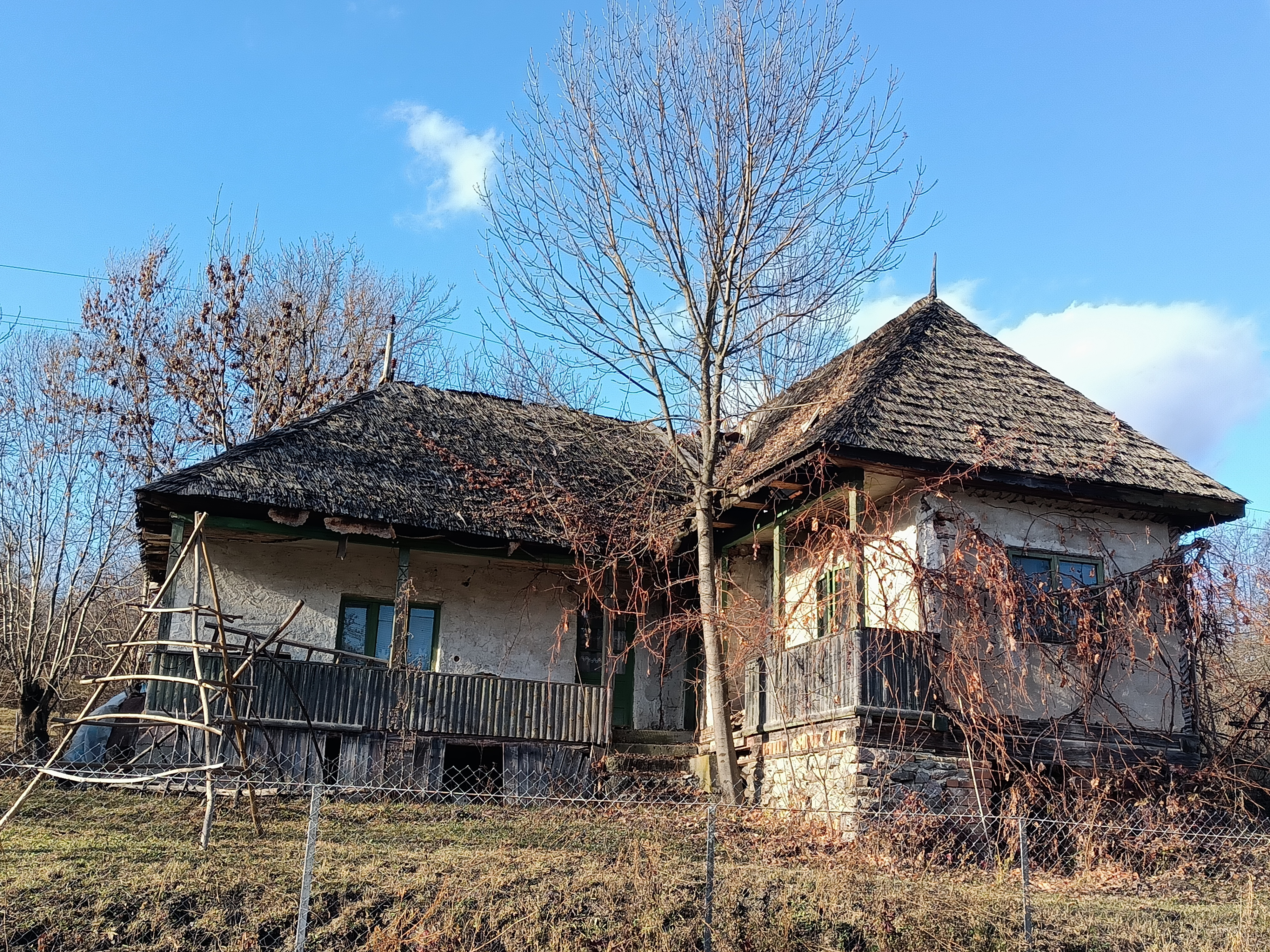
Locuință din comuna Nucșoara

În ultimii ani, fundația caselor se face  din beton, iar pereții sunt din cărămidă sau bolțari, locuința având  mai mult de două  camere. Materialele folosite cel mai des pentru acoperiș sunt țigla și tabla.
Ca o notă aparte, se mai pot vedea pe Dealul Gruiul Negru din Slatina bordeie utilizate odinioară pentru  produsele agricole și pentru bunuri materiale care aparțineau comunității sătești. Bordeiele au fost folosite încă din  perioada migrației popoarelor, când pe aceste locuri se refugiau oamenii de la câmpie în timpul atacurilor sau mai târziu, incursiunilor de pradă otomane. 

#### Portul
Costumul popular, pentru o perioadă mare de timp, singura posibilitate a țăranilor de a se îmbrăca, era realizat de către femei prin îmbinarea calităților practice cu cele estetice, native. Primarul,  preotul și învățătorul nu făceau excepție de la purtarea costumul național.  
Natura și relațiile umane stăteau la baza inspirației pentru realizarea și decorarea iilor, cămășilor bărbătești, minteelor, sumanelor, cojoacelor sau podoabelor interioare de exemplu ștergarele. Materialele folosite erau diverse: in, lână, cânepă, bumbac, borangic. 
Nucșoara are, ca toate zonele rurale din România, bogate tradiții și obiceiuri legate de momentele importante ale vieții: naștere, nuntă, înmormântare ca și de sărbătorile religioase sau cele prilejuite de Anul Nou. 

### Sănătatea
Prin Regulamentul organic, impus de către autoritățile imperiale rusești în anul 1831, prima lege care a condus la un sistem comun de guvernare pentru Țara Românească și Moldova, a început o perioadă de reforme menite să dea startul occidentalizării în cele două Principate. 
Sănătatea populației a fost urmărită în vederea îmbunătățirii ei prin stabilirea unui Comitet al Carantinelor care a reprezentat primul organism sanitar. Informații privind starea de sănătate a locuitorilor erau transmise  de două ori pe săptămână de către ocârmuitorii de județe.
Din primele raportări, a rezultat că  principalele boli de care suferea populația din plaiul Nucșoarei erau lingoarea, junghiul și  tusea,  morbiditatea fiind ridicată .
Actualmente, în comună funcționează un dispensar.

## Monumente istorice
În comuna Nucșoara se află două cruci de piatră clasificate ca monumente memoriale sau funerare de interes național aflate în satul Nucșoara: cea din grădina Mariei Banu datând din 1729 cod AG-IV-m-A-13979; și cea de lângă dispensar datând din 1760, cod AG-IV-m-A-13980.
Interes istoric prezintă și crucea de piatră din satul Grui, tot din secolul XVIII. 
În rest, singurul obiectiv din comună inclus în lista monumentelor istorice din județul Argeș ca monument de interes local este biserica „Intrarea în Biserică a Maicii Domnului” (1890) din satul Nucșoara, cod AG-II-m-B-13752 .

### Monumentul eroilor
În curtea primăriei se află un monument dedicat eroilor căzuți în timpul Războiului de Independență (1877-1878), Primului Război Mondial (1916-1918) și celui de al Doilea Război Mondial (1941-1945), ridicat la inițiativa ”Comitetului stăruitor”.
Monumentul, realizat în piatră de sculptorul I. Pavoni are forma unui obelisc paralelipipedic cu o cruce în partea superioară. Pe cele trei laturi ale soclului sunt scrise numele eroilor.
Anual, în ziua de Înălțarea Domnului (sărbătoare religioasă la 40 de zile de la Sfintele Paști), ca peste tot în țară se comemorează Ziua eroilor, se depun coroane de flori și au loc slujbe specifice ortodoxiei.
Pentru supravegherea Văii Răului Doamnei în primul război mondial, au fost instalate succesiv un post de patrulare, un escadron dintr-un regiment de călărași și în final,  Brigada a 2-a Cavalerie. Ei au respins la 31 octombrie 1916 un puternic atac inamic.  